# Pucará (fortificación)

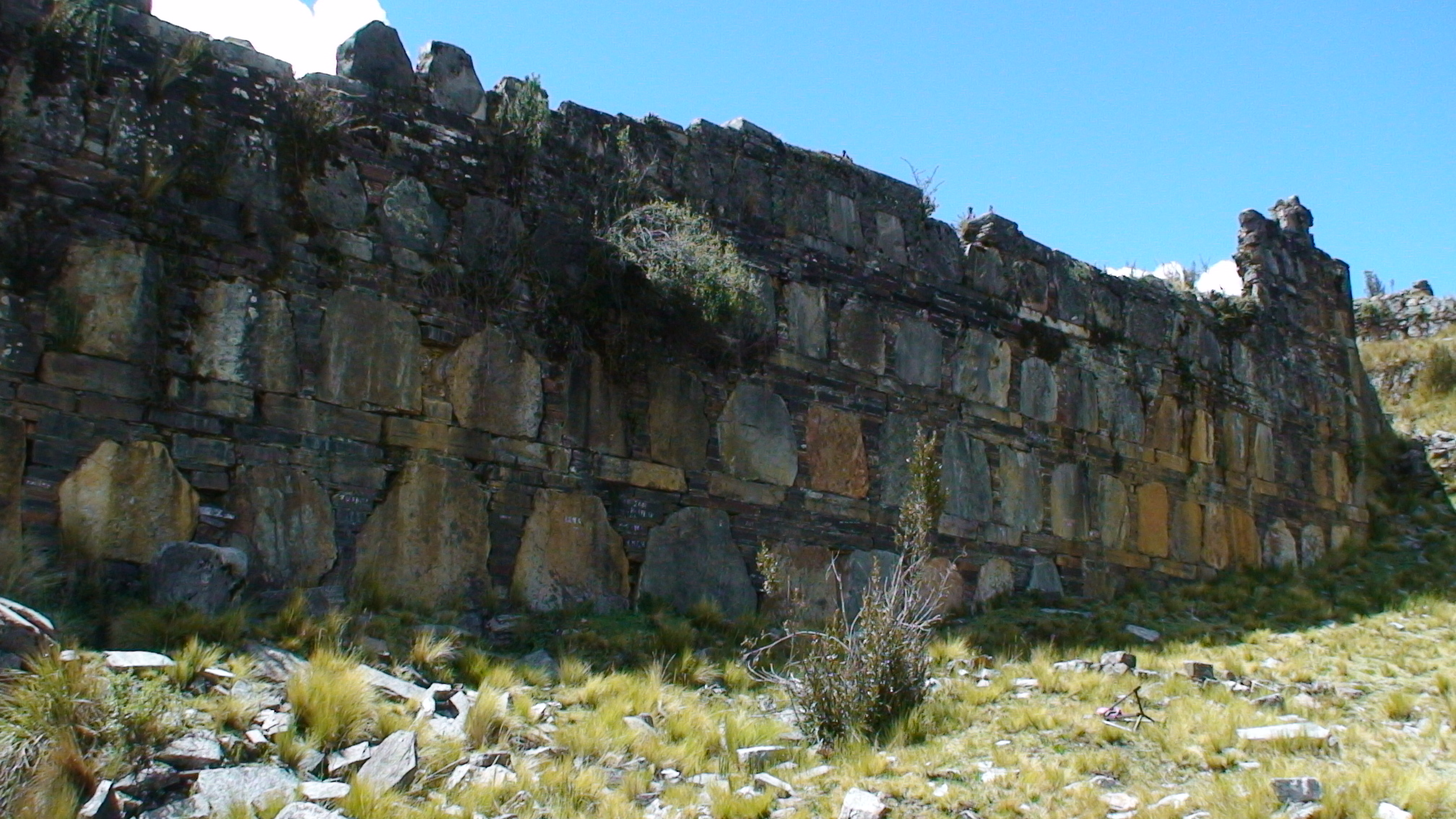
Murallas de la fortaleza de Yaino

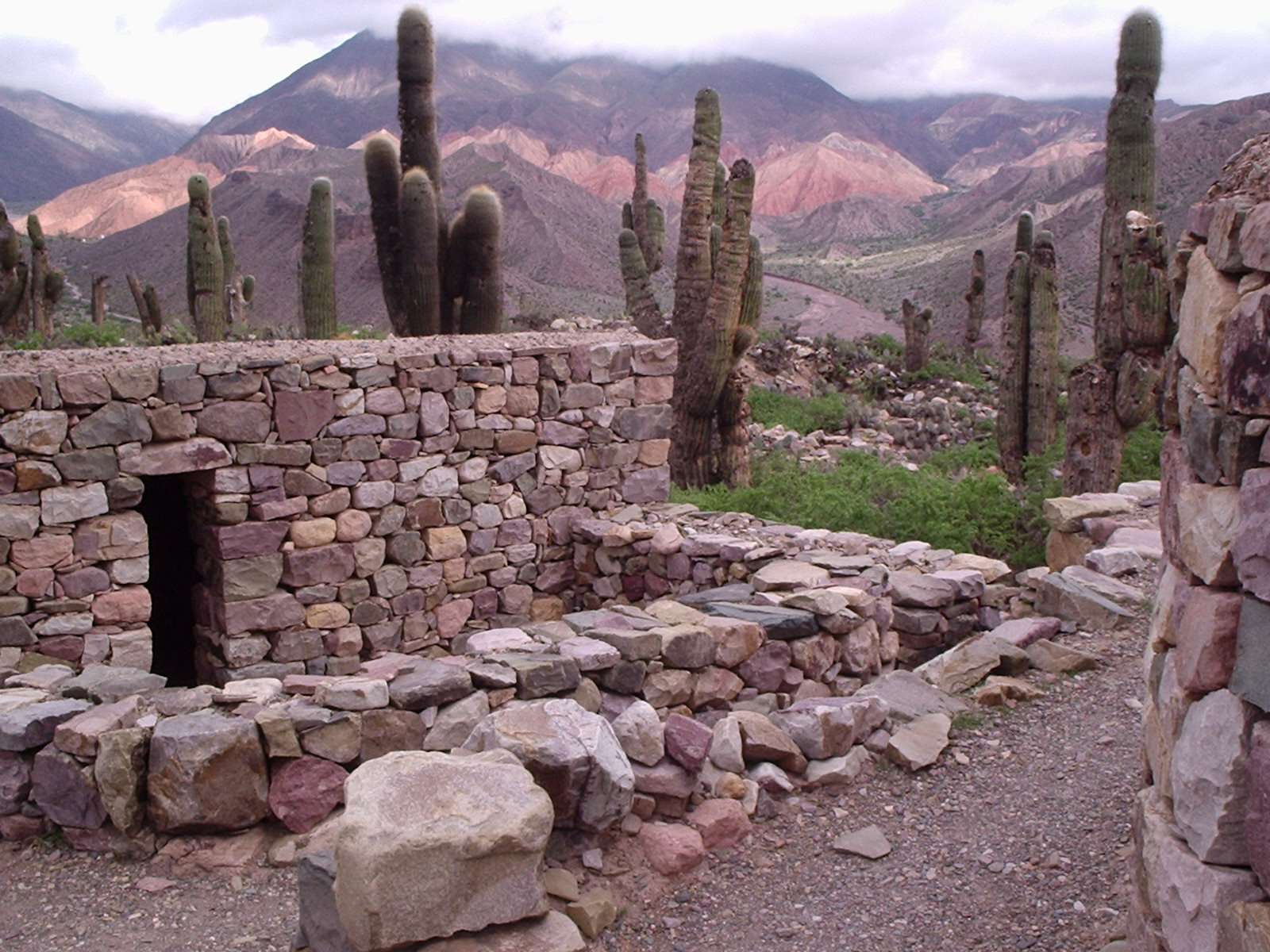
Pucará de Tilcara, Argentina.

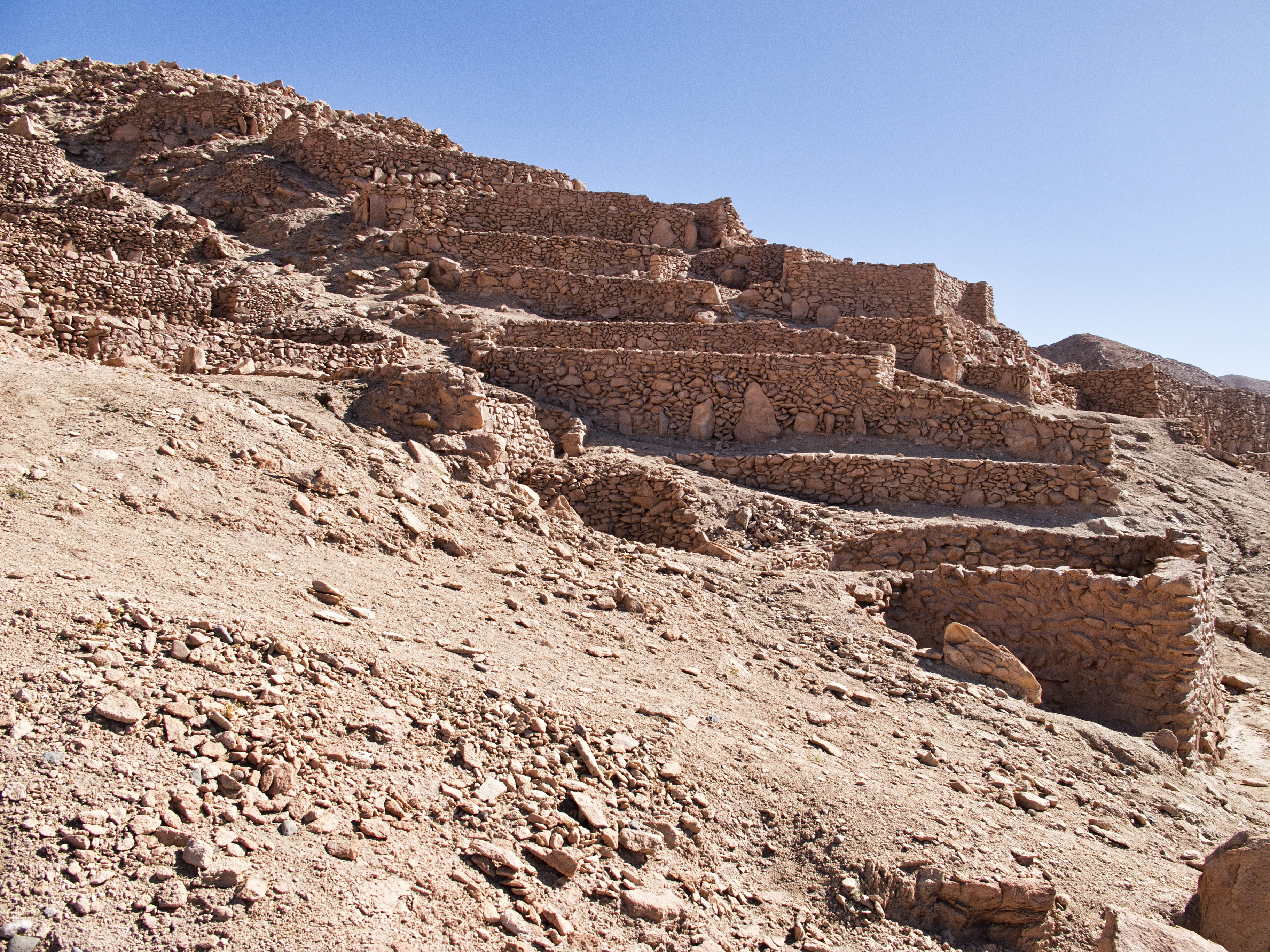
Pucará de Quitor, Chile

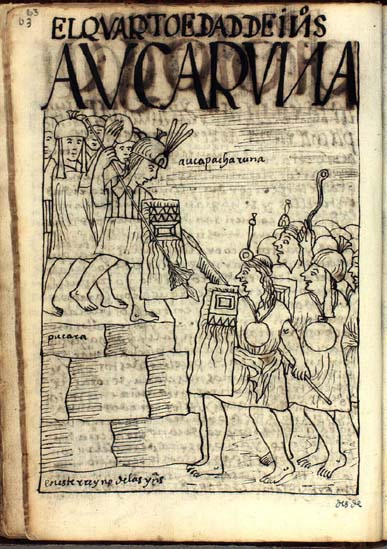
Asedio de un pucará según Guamán Poma

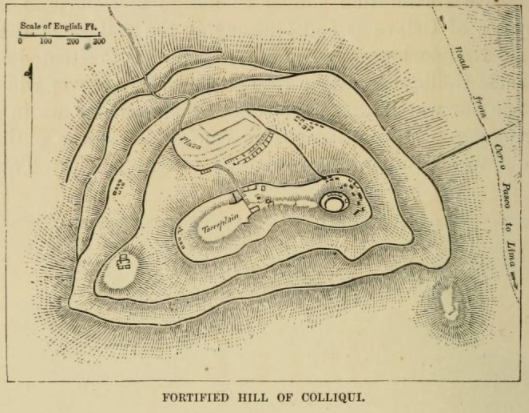
Plano de la fortaleza de Collique

Pucará, o pukara, es un término de origen quechua que alude principalmente a toda fortificación realizada por las culturas andinas centrales, desde el actual Ecuador hasta el Valle central chileno y el Noroeste Argentino, aunque también algunos investigadores realzan lo ambiguo de su uso «dado que se lo utiliza para denominar tanto fortalezas, poblados fortificados, asentamientos naturalmente inexpugnables o sitios estratégicos que controlan recursos o vías de circulación».

## Pucarás

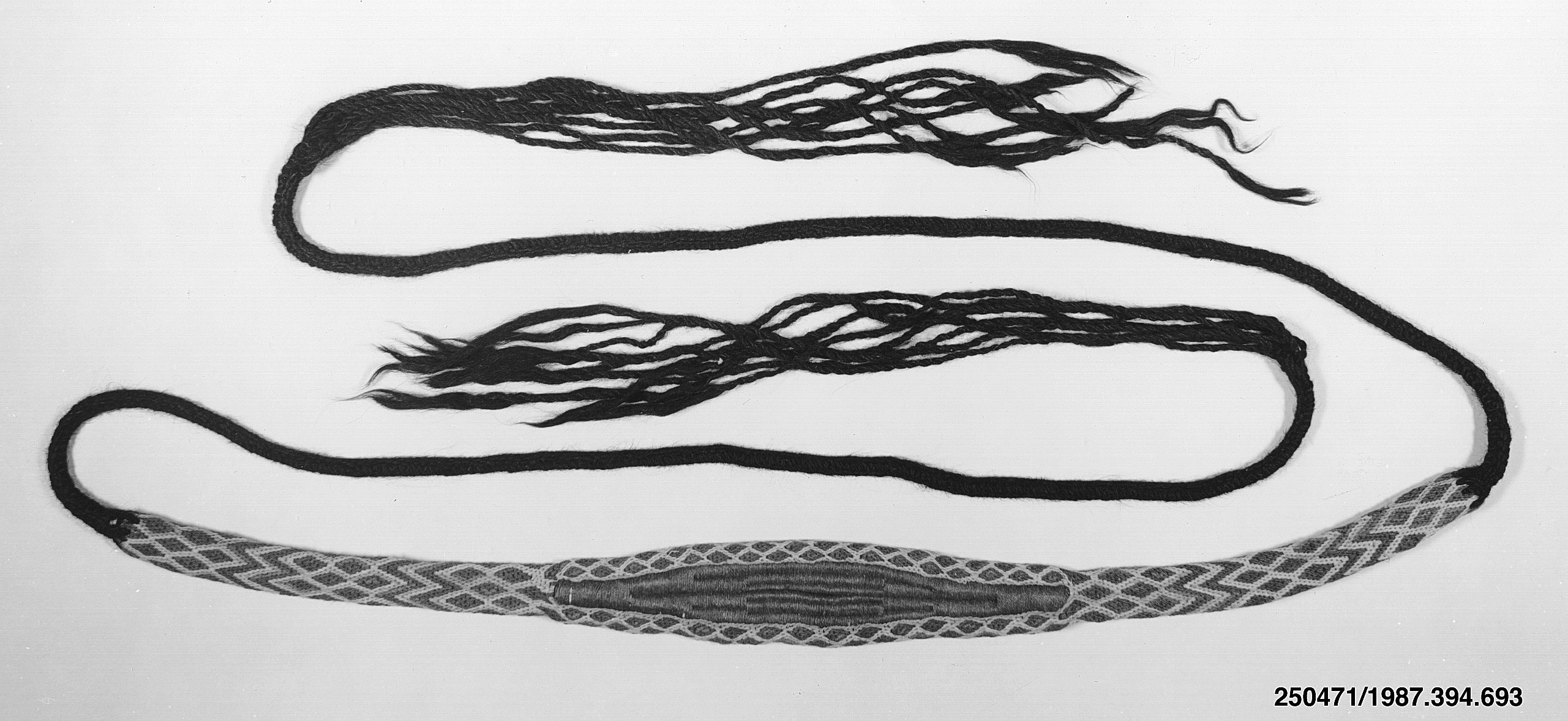
La honda era el arma de largo alcance estándar entre las civilizaciones andinas. En los pucarás, eran empleadas desde zonas de tiro reforzadas con parapetos y abastecidas por pilas de proyectiles.

### Argentina
- Pucará de Tilcara, fortaleza omaguaca y posterior llacta inca ubicado en la quebrada de Humahuaca.
- Pucará de Titiconte, en las proximidades de Iruya, provincia de Salta.
- Pucará de Aconquija, en la provincia de Catamarca, cerca del límite suroeste de la provincia de Tucumán.
- Pucará de La Alumbrera, próxima a Antofagasta de la Sierra en la puna catamarqueña.
- Quilmes, ubicadas en los Valles Calchaquíes, provincia de Tucumán.
- Hualco, en la localidad de Schaqui, provincia de La Rioja.
- Pucará de Motimo, en las proximidades de la ciudad de San Isidro, provincia de Catamarca.
- Pucará de Angastaco, en la confluencia de los ríos Calchaquí y Angastaco, provincia de Salta.
- Fuerte Tacuil, fuerte usado por los diaguitas durante las Guerras calchaquíes
- El Calvario de Fuerte Quemado, fuerte inca en Santa María
- Tamberías del Inca, llacta fortificada inca ubicada cerca a Chilecito
- Pucará del Pie de Peñón de la Huerta, en las inmediaciones de la La Huerta, quebrada de Humahuaca
- Puerta de Zenta, fuerte incaico que defendía el acceso a Humahuaca
- Pucará de Volcán, fortaleza omaguaca reocupada por el Imperio incaico
- Pucará de Yacoraite, fuerte ubicado cerca a Yacoraite
- Pucará de Hornillos, fuerte ubicado cerca a Maimará
- Cucho de Ocloyas, fortín inca en las yungas de Jujuy
- Pucará Morado, fuerte probablemente incaico ubicado en el sector norte de Humahuaca

### Bolivia
- Fuerte de Samaipata, edificación preincaica, de uso de los incas, ubicada a pocos kilómetros del pueblo de Samaipata en la provincia Florida, departamento de Santa Cruz
- El Saire, sitio arqueológico de Tarija, de posible origen preincaico y de probable uso de los incas tras la invasión a la zona
- Cuscotuyo, llacta fortificada inca construida en la zona fronteriza contra los chiriguanos
- Pucará de Pasorapa, fortaleza inca ubicada cerca a Pasorapa
- Ixiamas, de origen preincaico, fortaleza que sirvió como baluarte inca en su incursión por la selva
- Las Piedras, de posible origen preincaico, fue de uso de los incas, marca incursiones hacia el este selvático
- Pucará Comisario, fuerte carangas ubicado cerca al nevado Sajama

### Chile
- Pucará de Belén, ubicado en Belén, región de Arica y Parinacota.
- Pucará de Saxamar, ubicado en Saxamar, región de Arica y Parinacota.
- Pucará de Copaquilla, ubicado en la comuna de Putre, región de Arica y Parinacota.
- Pucará de San Lorenzo, ubicado en la comuna de Arica, región de Arica y Parinacota.
- Pucará de Quitor, ubicado en la comuna de San Pedro de Atacama, región de Antofagasta.
- Pucará de Lasana, ubicado en el pueblo de Lasana, región de Antofagasta.
- Pucará de Turi, ubicado en la localidad de Turi, región de Antofagasta.
- Pucará de Punta Brava, ubicado en la comuna de Tierra Amarilla, región de Atacama.
- Pucará del cerro Mauco, en la ribera norte del río Aconcagua, región de Valparaíso.
- Fortaleza incaica de Chena, en las cercanías del cerro Chena en Santiago.
- Pucará de La Compañía, ubicado en la comuna de Graneros, región del Libertador General Bernardo O'Higgins.
- Pucará del Cerro La Muralla, ubicado en la comuna de San Vicente de Tagua Tagua, región del Libertador General Bernardo O'Higgins.
- Pucará de Vilama, emplazado cerca a San Pedro de Atacama
- Pucará El Tártaro, en el valle de Aconcagua

### Ecuador
- Pucará de Rumicucho, fuerte inca ubicado en la parroquia de San Antonio de Pichincha.
- Pucará de Quitoloma, fortaleza inca cercana a la población de El Quinche, provincia de Pichincha. Es la fortificación mejor conocida del complejo Pambamarca.
- Churopucará Grande, fortaleza inca sobre las serranías de Cotopaxi
- Pucará de Achupallas, fortaleza inca cerca al complejo Pambamarca

### Perú
- Puca Pucara, fuerte ceremonial ubicado cerca del Cuzco
- Fortaleza de Acaray, fortaleza en el valle de Huaura
- Paramonga, fortaleza chimú y posterior llacta incaica en el valle de Fortaleza
- Tunanmarca fortaleza huanca en el valle del Mantaro
- Pañamarca, fortaleza moche al sur fronterizo en Nepeña
- Fortaleza de Yaino, fortaleza recuay ubicada en las alturas de Pomabamba
- Mama-Huallaringa, fuerte erigido por poblaciones costeras en el valle del río Rímac
- Saltur, extensa fortaleza chimú en el valle del río Chancay-Lambayeque
- Cerro Guitarra, enorme fortaleza ubicada cerca de Motupe
- San Idelfonso, una de las mayores fortalezas moches en sus fases finales
- Cerro Chepén, bastión cajamarca en su expansión hacia Moche
- Tantarica, fortaleza chimú en su frontera con los pueblos de Cajamarca
- Chanquillo, templo fortificado con murallas concéntricas y torreones
- Kiske, fortín ubicado en una ladera rocosa en Nepeña
- Cerro Bitín, fortaleza situada a la entrada del valle de Virú
- Huaca Choloque, fuerte wari-moche
- Cerro Arena, fortaleza chimú ubicado en una pampa a las afueras de Chaparrí
- Jotoro, fortaleza chimú que regía sobre el valle de Motupe
- Fortaleza de Ancón, fortaleza sobre un cerro arenoso en Ancón
- Huancarpon, fortaleza recuay ubicada en el valle de Nepeña
- Fortaleza de Collique, fortaleza y capital colli
- Cerro Lurigancho, fuerte formativo en San Juan de Lurigancho
- Cuncachuco, fuerte formativo en el valle del Rímac que continuó siendo habitado hasta la época inca.
- Ungará, fortaleza y presunta capital huarco ubicada en el valle de Cañete
- Tajahuana, extensa fortaleza y presunta capital paracas
- Pucarumi, fortaleza altiplánica asentada cerca a Nicasio
- Fortaleza de Trinchera, fortaleza asentada cerca a Patambuco
- Mata Castillo, fortín en Áncash
- Amato, fuerte del Intermedio Temprano en el valle de Acarí
- Osconta, llacta fortificada inca ubicada en Lucanas
- Quirihuac, fuerte chimú en el valle de Moche
- Cerro Cumbray, fuerte chimú ubicado cerca a Simbal
- Cerro Colorado, fuerte situado a la entrada del valle de Huaura
- Fortaleza de Huambacho, fuerte situado a la entrada del valle de Nepeña